# إلمار فيشر
إلمار فيشر (بالألمانية: Elmar Fischer)‏ (و. 1936  م) هو عالم عقيدة، وكاهن كاثوليكي نمساوي، ولد في فيلدكيرخ.

## مناصب
تولى منصب أسقف كاثوليكي (منذ 3 يوليو 2005)
- مطران  [لغات أخرى]‏

.

## روابط خارجية
- إلمار فيشر على موقع مونزينجر (الألمانية)